# تونگایی کیریسا
تونگایی کیریسا (انگلیسی: Tongayi Chirisa؛ زادهٔ ۸ اوت ۱۹۸۱) هنرپیشه، خواننده اهل زیمبابوه است.

## گزیده فیلمشناسی
از فیلم‌ها یا مجموعه‌های تلویزیونی که وی در آن‌ها نقش داشته‌است می‌توان به پوست (فیلم ۲۰۰۸) (۲۰۰۸)، ان‌سی‌آی‌اس: لس آنجلس (۲۰۱۱)، داستان ترسناک آمریکایی: تیمارستان (۲۰۱۲)،  آی‌زامبی (مجموعه تلویزیونی) (۲۰۱۷–۲۰۱۹)، هاوایی فایو-زیرو (۲۰۱۸) اشاره کرد.